# Wallen van Damme

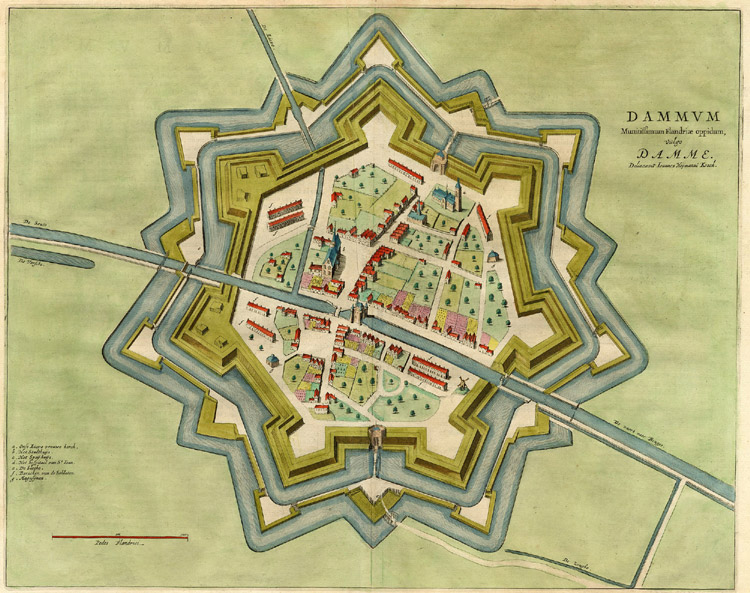
Damme in 1649 door J. Blaeu

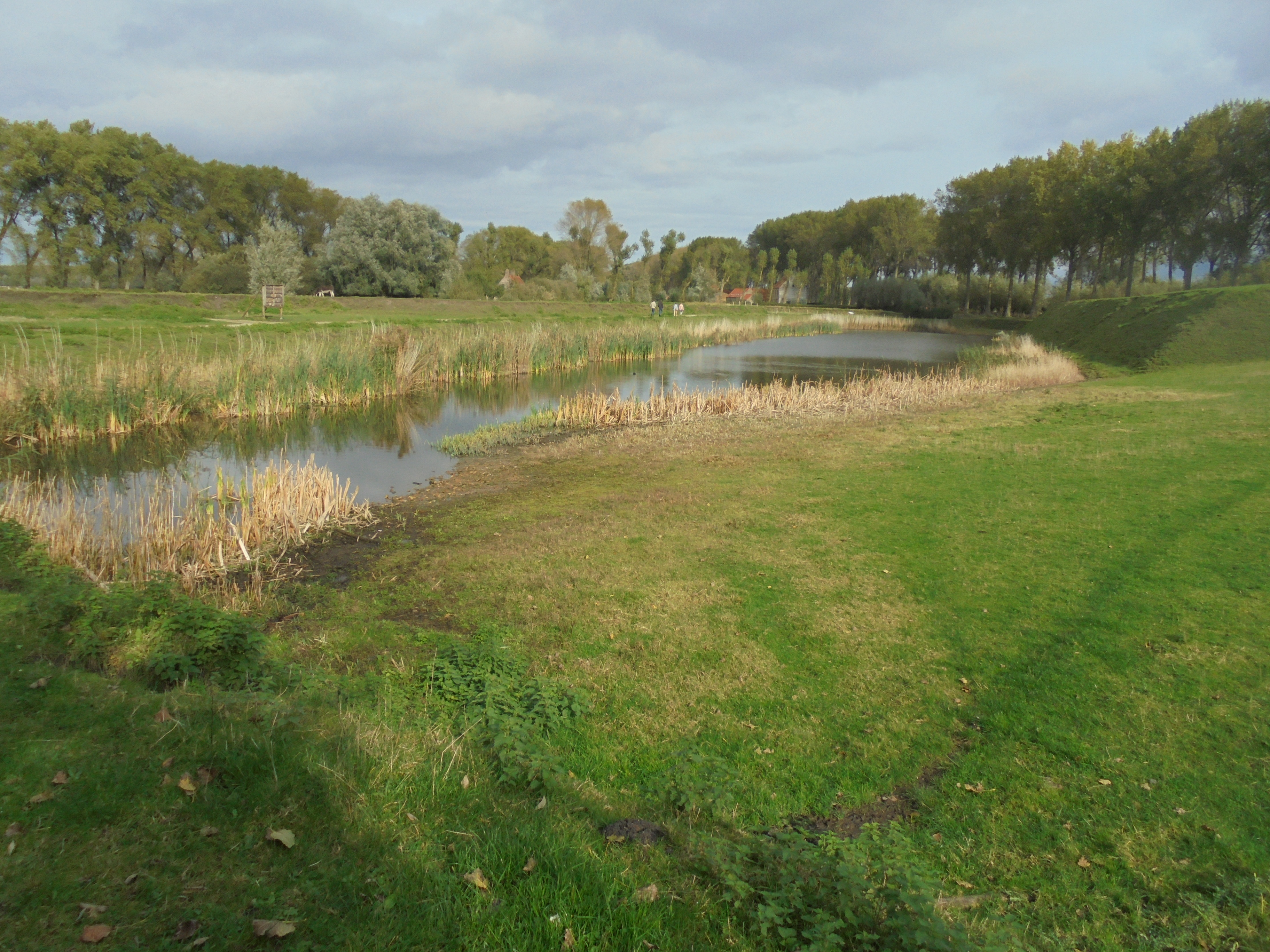
Stadswallen van Damme

De Wallen van Damme zijn de vestingwallen van de stad Damme.

## Geschiedenis
De aanleg van de wallen begon in 1617, tijdens het Twaalfjarig Bestand. Sluis was in Staatse handen gevallen en men wilde de stad Brugge beschermen tegen eventuele invallen van de Staatsen (Staats-Spaanse Linies), waartoe het als een vesting werd uitgebouwd.
Dit gebeurde volgens de principes van het oud-Nederlands vestingstelsel, waarbij het stadje door een regelmatige zevenhoek werd omringd, met bastions op de punten. Hierbuiten kwam een tweede wal met buitengracht, ravelijnen, halve manen en een gedekte weg.
Tijdens de Spaanse Successieoorlog werd nog een hoornwerk aangelegd dat tegen de stad Sluis gericht was, en ook tijdens de Oostenrijkse Successieoorlog deed de vesting nog dienst.
In 1816 werd de vesting doorsneden door de aanleg van de Damse Vaart.
In het begin van de 21e eeuw werd de vesting gerestaureerd en in 2008 voor een belangrijk deel opengesteld voor het publiek, waartoe ook een wandelpad werd aangelegd in het natuurgebied Stadswallen van Damme.